# Trasformata inversa di scattering
In matematica, la trasformata inversa di scattering è un metodo per risolvere alcune equazioni alle derivate parziali non lineari. Può essere visto come un analogo non lineare, e in un certo senso una generalizzazione, della trasformata di Fourier, che viene ampiamente usata per risolvere molte equazioni alle derivate parziali lineari. Il nome "trasformata inversa di scattering" deriva dall'idea chiave di ricavare l'evoluzione temporale di un potenziale dall'evoluzione temporale dei suoi dati di scattering: lo scattering inverso si riferisce al problema di ricavare un potenziale di interazione partendo dalla matrice di scattering, in contrapposizione al problema di scattering diretto, in cui si calcola la matrice di scattering conoscendo il potenziale.
La trasformata inversa di scattering può essere applicata a molti dei cosiddetti modelli esattamente risolvibili, vale a dire sistemi completamente integrabili con uno spazio delle soluzioni a infinite dimensioni.

## Introduzione
La trasformata inversa di scattering fu introdotta per la prima volta da Clifford S. Gardner, John M. Greene, e Martin D. Kruskal per l'equazione di Korteweg-de Vries, e presto estesa ad altri modelli come l'equazione di Schrödinger non lineare, l'equazione di sine-Gordon e il reticolo di Toda. In seguito fu utilizzata per risolvere molte altre equazioni, come l'equazione di Kadomtsev-Petviashvili, l'equazione di Ishimori, l'equazione di Dym e così via. Un'ulteriore famiglia di esempi è fornita dalle equazioni di Bogomolny (per un dato gruppo di gauge e una varietà riemanniana orientata), le cui soluzioni {\displaystyle L^{2}} (a quadrato sommabile) sono monopoli magnetici. In relatività generale tale metodo è stato applicato da Zacharov e Belinskij alle equazioni di campo di Einstein.
Una caratteristica delle soluzioni ottenute con il metodo dello scattering inverso è l'esistenza di solitoni, soluzioni che assomigliano sia a particelle che a onde, che non hanno analoghi per le equazioni differenziali lineari.
Il problema inverso di scattering può essere scritto come un problema di fattorizzazione di Riemann-Hilbert, almeno nel caso di equazioni in una dimensione spaziale. Questa formulazione può essere generalizzata ad operatori differenziali di ordine maggiore di 2 ed anche a potenziali periodici. In un numero maggiore di dimensioni spaziali si ha invece un problema di fattorizzazione di Riemann-Hilbert "non locale" (con convoluzioni al posto di semplici moltiplicazioni).

## Esempio: l'equazione di Korteweg–de Vries
L'equazione di Korteweg–de Vries è un'equazione alle derivate parziali non lineare, dispersiva, per una funzione {\displaystyle u} di due variabili reali, una spaziale {\displaystyle x} e una temporale {\displaystyle t}:
{\displaystyle u_{t}-6uu_{x}+u_{xxx}=0}
con {\displaystyle u_{t}} e {\displaystyle u_{x}} che denotano derivate parziali rispetto a {\displaystyle t} e {\displaystyle x}.
Per risolvere il problema ai valori iniziali associato a questa equazione, dove quindi {\displaystyle u(x,0)} è una funzione nota di {\displaystyle x}, si associa a questa equazione l'equazione agli autovalori di Schrödinger
{\displaystyle \psi _{xx}-u\psi =\lambda \psi .}
dove {\displaystyle \psi } è una funzione incognita di {\displaystyle t} e {\displaystyle x} e {\displaystyle u} è la soluzione dell'equazione di Korteweg–de Vries, incognita tranne che in {\displaystyle t=0} . La costante {\displaystyle \lambda } è un autovalore.
Dall'equazione di Schrödinger si ottiene
{\displaystyle u={\frac {1}{\psi }}\psi _{xx}-\lambda .}
Sostituendo questo nell'equazione di Korteweg-de Vries, e integrando, si ottiene l'equazione
{\displaystyle \psi _{t}+\psi _{xxx}-3(u-\lambda )\psi _{x}=C\psi +D\psi \int {\frac {1}{\psi ^{2}}}dx}
in cui {\displaystyle C} e {\displaystyle D} sono delle costanti.

## Metodo di risoluzione
Passo 1. Determinare l'equazione differenziale parziale non lineare, analizzando la fisica del sistema studiato.
Passo 2. Calcolare lo scattering diretto. Consiste nel trovare la coppia di Lax, composta da due operatori lineari, {\displaystyle L} e {\displaystyle M}, tali per cui {\displaystyle Lv=\lambda v} e {\displaystyle v_{t}=Mv} . È estremamente importante che l'autovalore {\displaystyle \lambda } sia indipendente dal tempo; cioè {\displaystyle \lambda _{t}=0.} Le condizioni necessarie e sufficienti affinché ciò si verifichi sono determinate come segue: prendere la derivata temporale di {\displaystyle Lv=\lambda v} per ottenere:
{\displaystyle L_{t}v+Lv_{t}=\lambda _{t}v+\lambda v_{t}.}
Sostituendo {\displaystyle Mv} al posto di {\displaystyle v_{t}}:
{\displaystyle L_{t}v+LMv=\lambda _{t}v+\lambda Mv.}
Riorganizzare il termine al membro di destra:
{\displaystyle L_{t}v+LMv=\lambda _{t}v+MLv.}
Per cui,
{\displaystyle L_{t}v+LMv-MLv=\lambda _{t}v.}
Poiché {\displaystyle v\not =0}, questo implica che {\displaystyle \lambda _{t}=0} se e solo se
{\displaystyle L_{t}+LM-ML=0.\,}
Questa è l'equazione di Lax. {\displaystyle L_{t}} è la derivata temporale di {\displaystyle L}, rispetto alla dipendenza esplicita  {\displaystyle t}. La ragione per definire la differenziazione in questo modo è motivata dall'istanza più semplice di {\displaystyle L}, che è l'operatore di Schrödinger:
Passo 3. Determinare l'evoluzione temporale delle autofunzioni s associate a ogni autovalore {\displaystyle \lambda }, le costanti di normalizzazione, e il coefficiente di riflessione, che formano i cosiddetti dati di scattering. Quest'evoluzione temporale è data da un sistema di equazioni differenziali ordinarie lineari, che può essere risolto analiticamente
Passo 4. Svolgere la procedura di scattering inverso risolvendo l'equazione integrale di Gelfand-Levitan-Marchenko  (Israel Moiseevich Gelfand and Boris Moiseevich Levitan; Vladimir Aleksandrovich Marchenko), un'equazione integrale lineare, per ottenere la soluzione definitiva dell'originale PDE non lineare.
{\displaystyle K(r,r^{\prime })+g(r,r^{\prime })+\int _{r}^{\infty }K(r,r^{\prime \prime })g(r^{\prime \prime },r^{\prime })\mathrm {d} r^{\prime \prime }=0}
Tutti i dati di scattering sono necessari per fare ciò. Il procedimento è nullo se il coefficiente di riflessione è nullo. Questo passaggio funziona se {\displaystyle L} è un operatore differenziale di ordine due, ma non necessariamente se di ordine superiore. In generale comunque il problema di scattering inverso è riconducibile a un problema di fattorizzazione di Riemann-Hilbert.

## Esempi di equazioni integrabili
- Equazione di Korteweg-de Vries
- Equazione di Schrödinger non lineare
- Equazione di Camassa-Holm
- Equazione Sine-Gordon
- Reticolo di Toda
- Equazione di Ishimori
- Equazione di Dym